# Luis Salvador
Luis Miguel Salvador García (Córdoba, 17 de abril de 1963), conocido como Luis Salvador, es un político español exmilitante del partido político Ciudadanos del que fue expulsado, alcalde de Granada entre 2019 y 2021. Anteriormente fue diputado por Granada en el Congreso durante la XI y XII legislatura.

## Biografía

### Formación académica
Licenciado en Ciencias Políticas y de la Administración por la Universidad de Granada. Realizó el Programa Ejecutivo de Gestión del Instituto de Empresa y el Programa de Misiones Internacionales para Observadores Electorales por la Escuela Diplomática y el Ministerio de Asuntos Exteriores. Funcionario de carrera en la Diputación de Granada ha desempeñado diversos cargos: jefe de gabinete de la Diputación de Granada en 1999 y coordinador provincial de la Junta de Andalucía en Granada entre 2000 y 2003.

### Carrera política

#### Senado y Congreso
Tras las elecciones generales de 2004 obtuvo un escaño como senador por la provincia de Granada en representación del Partido Socialista Obrero Español, cargo que ocupó hasta 2011.
En diciembre de 2015 fue elegido diputado por Granada al Congreso, en representación de Ciudadanos, y reelegido en 2016. Durante la XI legislatura fue uno de los promotores del Plan Avanza para el desarrollo de la Sociedad de la Información y del Conocimiento en España.

#### Ayuntamiento de Granada
Cabeza de lista de Ciudadanos (Cs) en las elecciones municipales de 2015 en Granada, resultó elegido concejal del Ayuntamiento de Granada. El 15 de junio de 2019, tras las elecciones municipales de ese año, se convirtió en alcalde de Granada con votos a favor de su partido, del Partido Popular y de Vox, a pesar de contar únicamente con cuatro concejales de los veintisiete elegibles.
Tras quedar en minoría en junio de 2021 tras perder el apoyo del Partido Popular y de dos de los concejales de Ciudadanos, presentó su renuncia a la alcaldía el 1 de julio y anunció su apoyo al candidato del  PSOE y exalcalde Francisco Cuenca en el próximo pleno de investidura del Ayuntamiento de Granada.